# Cadereyta Jiménez
Cadereyta Jiménez es una localidad del estado mexicano de Nuevo León. Es cabecera del municipio de Cadereyta Jiménez.

## Demografía
| Censo | Población |
| ----- | --------- |
| 1900  | 3 154     |
| 1910  | 3 938     |
| 1921  | 3 588     |
| 1930  | 3 531     |
| 1940  | 4 179     |
| 1950  | 5 565     |
| 1960  | 8 042     |
| 1970  | 13 586    |
| 1980  | 26 539    |
| 1990  | 34 293    |
| 1995  | 45 157    |
| 2000  | 55 468    |
| 2005  | 56 552    |
| 2010  | 68 111    |
| 2020  | 75 721    |